# Поляшко, Василий Онуфриевич
Василий Онуфриевич Поляшко (род. 1910 — 23 марта 1969) — участник Великой Отечественной войны, снайпер стрелковой роты 44-го гвардейского стрелкового полка 15-й гвардейской стрелковой дивизии. Полный кавалер ордена Славы.

## Биография
Родился в 1910 году в городке Кантакузовка Ананьевского уезда Херсонской губернии (ныне село Прибужаны Вознесенского района Николаевской области) в семье рабочего. Украинец.
После получения неполного среднего образования работал в местном колхозе.
Участник Великой Отечественной войны с апреля 1944 года. Воевал на 3-м и 1-м Украинских фронтах.
В боях на Висленском плацдарме 16-20 августа 1944 года меткими выстрелами из своей винтовки уничтожил 12 солдат и офицеров противника. 20 августа в бою вблизи села Кемпе был ранен, однако не покинул поля боя до полного отражения контратаки врага. Приказом от 6 сентября 1944 года награждён орденом Славы 3-й степени.
18 января 1945 года в боях за город Кройцбург во время контратаки врага, которая поддерживалась 4 танками и бронетранспортёрами, рядовой В. А. Поляшко принял на себя командование отделением, огнём из пулемёта поджёг вражеский бронетранспортёр. Личным примером отваги остановил некоторых отступающих бойцов, атака врага была отбита. Приказом от 27 апреля 1945 года награждён орденом Славы 2-й степени.
18 марта 1945 года, удерживая рубеж обороны, принял участие в отражении трех вражеских контратак. За один день метким огнем из своей винтовки уничтожил 18 немецких солдат и офицеров. Награждён орденом Красной Звезды.
16 апреля 1945 года во время прорыва вражеской обороны в районе города Мускау, несмотря на сильный огонь противника, рядовой В. А. Поляшко первым ворвался на вражеские позиции, ручными гранатами забросал пулемётный расчёт врага, уничтожив при этом пять гитлеровцев. Указом Президиума Верховного Совета СССР от 27 июня 1945 года награждён орденом Славы 1-й степени.
Всего за период с 12 января 1945 года из своей снайперской винтовки уничтожил 97 солдат и офицеров врага.
После демобилизации вернулся в родное село, работал в колхозе.
Умер 23 марта 1969 года.

## Награды
Награждён орденом Красной Звезды (02.11.1945), четырьмя орденами Славы трёх степеней, медалями.

## Ссылка
- Наградные листы В. А. Поляшка на сайте «Подвиг народа» (рус.)